# Annibale Riccò
Annibale Riccò (né le 14 septembre 1844 à Milan et mort le 23 septembre 1919 à Rome) est un astronome et un universitaire italien.

## Biographie
Né à Milan, Annibale Riccò obtient en 1868 une licence à l'Università di Modena, puis une maîtrise au Politecnico di Milano. Entre 1868 et 1877, il travaille comme assistant à l'observatoire de Modène, enseignant les mathématiques et la physique à l'Università di Modena. Il enseigne à Naples puis à Palerme, où il travaille également à l'observatoire.
En 1890, il est nommé à la chaire d'astrophysique de l'Università di Catania, et devient directeur de l'observatoire de l'Etna ainsi que le premier directeur de l'observatoire de Catane. Entre 1898 et 1900, il est recteur de l'université.
Durant sa carrière, il fait des recherches sur les taches solaires, et participe à quatre expéditions d'observation d'éclipse solaire, dirigeant les expéditions de 1905 et de 1914. Il fut président de la Società degli Spettroscopisti Italiani et de la Gioenia di Scienze Naturali di Catania. Il fut également vice-président de l'union astronomique internationale. Il fut élu président de la section de volcanologie de l'International Union of Geodesy and Geophysics (IUGG) pour la période 1919-1922.
Le cratère Ricco (en) sur la Lune porte son nom, ainsi que l'astéroïde (18462) Riccò.
Il meurt à Rome en Italie.